# Bisdom Chur
Het bisdom Chur (Latijn: Dioecesis Curiensis; Duits: Bistum Chur; Frans: Diocèse de Coire) is een in Zwitserland gelegen rooms-katholiek bisdom. Het bisdom staat, zoals alle Zwitserse bisdommen, sinds 1803 als immediatum onder rechtstreeks gezag van de Heilige Stoel.  Daarvoor behoorde het bisdom Chur kerkelijk eerst tot het aartsbisdom Milaan. Na de deling van het Frankische Rijk in 843 was het ondergeschikt aan het aartsbisdom Mainz tot 1803.
Het territorium beslaat de kantons Graubünden en Schwyz en in provisorium sinds 1819 Uri Glarus, Obwalden, Nidwalden en Zürich. Buiten de supervisie van het bisdom valt de territoriale abdijen Maria Einsiedeln.
Patroonheilige van het bisdom Chur is Sint Lucius van Chur en de zetelkerk is de Kathedraal van Onze-Lieve-Vrouw-Hemelvaart. De zetel van de bisschop van Chur is het bisschoppelijk hof in de stad Chur. Het huidige barokke complex, het bisschoppelijk paleis, dateert uit 1732/33.

## Geschiedenis

### Oorsprong
Het bisdom Chur is waarschijnlijk ontstaan in de 4e eeuw op het grondgebied van Raetia Curiensis. Een bisschop van het bisdom Chur werd voor het eerst genoemd in een document in 451. Volgens de legende was Lucius van Chur, die in de 5e of 6e eeuw als martelaar in Chur zou zijn geëxecuteerd, de eerste bisschop. Beenderen van zijn skelet worden bewaard in de kathedraal in Chur en hij wordt beschouwd als de patroonheilige van het bisdom.

### Middeleeuwen
In de middeleeuwen controleerde de bisschop van Chur, als wereldlijke heerser, als prins-bisschop van het Heilige Roomse Rijk, grote delen van het huidige Graubünden, Chiavenna, Bormio en de Vintzgouw. Hij was in constante vetes, oorlogen en juridische conflicten met zijn ministers, de lokale baronnen, en concurrerende vorsten aan de andere kant (de hertogen van Milaan, de graven van Tirol, de Habsburgers).

### Reorganisatie in de 19e eeuw
In 1819 kreeg het bisdom Chur met Obwalden en Nidwalden, delen van Uri, Schwyz, Glarus en Zürich delen van het uitgestorven prinsbisdom Konstanz ter voorlopig bestuur, nadat het eerder de Vintzgouw en delen van Vorarlberg had verloren. Met de pauselijke bul Ecclesias quae antiquitate van 2 juli 1823 werd door paus Pius VII het bisdom Chur-Sankt Gallen opgericht, en dit tot onvrede van de geestelijkheid van Sankt Gallen. Om een einde te maken aan het jarenlange dispuut verdeelde paus Gregorius XVI daarom het dubbelbisdom Chur-Sankt Gallen en stichtte een apostolisch vicariaat Sankt Gallen, dat in 1847 het bisdom Sankt Gallen werd.

### 20e en 21e eeuw
Het gebruik van de titel prins-bisschop en het gebruik van de bijbehorende seculiere tekens van waardigheid (zoals prinselijke hoed en wapenmantel) werd in 1951 ook formeel afgeschaft door paus Pius XII.
In de jaren 1990 leefde binnen het bisdom Chur onder de toenmalige bisschop Wolfgang Haas onvrede. Reorganisatie van het bisdom Chur werd gevraagd door het deel van het bisdom dat tot het kanton Zürich, en de verschillende betrokken Landeskirchen, de Katholische Landeskirche Graubünden en de Römisch-katholische Körperschaft des Kantons Zürich. De Heilige Stoel loste het probleem in 1997 echter niet op door het bisdom te reorganiseren en zo een bisdom Zürich op te richten, maar door het (kerkelijke) Vorstendom Liechtenstein te scheiden van het bisdom Chur. Het grondgebied van het Vorstendom Liechtenstein werd door paus Johannes Paulus II verheven tot het aartsbisdom Vaduz en Wolfgang Haas werd de eerste aartsbisschop.
Haas werd van 1998 tot 2007 als bisschop opgevolgd door Amédée Grab; hij werd beschouwd als een verzoener en was "erin geslaagd de gespannen relatie tussen de bisschopszetel in Chur en de kantonnale kerk van Zürich 'in een verbazingwekkend korte tijd' te verlichten."
Toen Vitus Huonder in september 2007 aantrad, kwamen de conflicten weer naar boven. Na een nieuwe woelige periode trad Huonder in 2017 terug. In 2019 werd Pierre Bürcher apostolisch administrator van het bisdom Chur. Een bisschopsverkiezing gepland voor 23 november 2020 eindigde zonder succes. Het kathedraal kapittel bestaande uit 22 kanunniken, verwierp de terna met drie kandidaten voorgesteld door de Heilige Stoel. Op 15 februari 2021 benoemde paus Franciscus Joseph Maria Bonnemain tot bisschop van Chur na een periode met vacante zetel van bijna twee jaar. Bonnemain werd op 19 maart 2021 tot bisschop gewijd.

## Wapen
Het wapen van het bisdom Chur is sinds de 13e eeuw de rechtopstaande zwarte steenbok op een zilveren achtergrond. Het wapen werd later overgenomen door de Kerkvereniging en vond zo in de 19e eeuw zijn weg naar het wapen van het kanton Graubünden.